# Wrangell Mountains

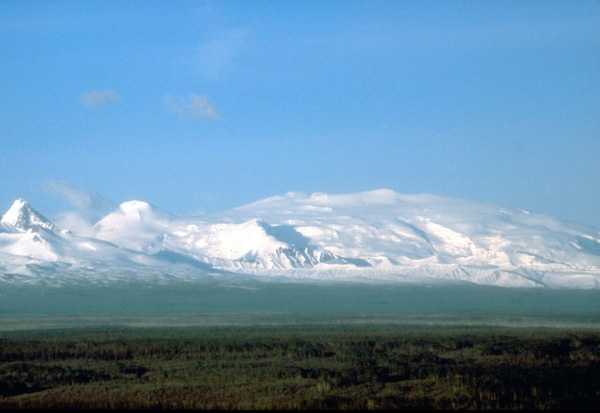
Mount Wrangell sett från sydväst 1987.

Wrangell Mountains är en hög bergskedja i östra Alaska i USA. Mycket av bergskedjan ingår i Wrangell-Saint Elias National Park and Preserve. Wrangel Mountains är ursprungligen nästan helt vulkaniska, och i bergskedjan befinner sig USA:s andra och tredje högsta vulkaner, Mount Blackburn och Mount Sanford. Bergskedjans namn kommer av Mount Wrangell, som är en av världens största sköldvulkaner av andesit i världen, och även den enda aktiva vulkanen i bergskedjan. Wrangell Mountains består av största delen av Wrangell Volcanic Field, som också ingår i intilliggande Saint Elias Mountains och Yukon i Kanada.
Bergskedjan ligger alldeles nordväst om Saint Elias Mountains och nordöst om Chugach Mountains, vilka ligger längs med Alaskagolfens kust. Bergskedjorna har den gemensamma effekten att de blockerar inlandet från den varmare och fuktigare luften över Stilla havet. Inlandet norr om Wrangell Mountains tillhör därför de kallaste områdena i Nordamerika under vintern.
Bergskedjan är namngiven efter Ferdinand von Wrangel, ordförande för rysk-amerikanska kompaniet.

## Noterbara toppar

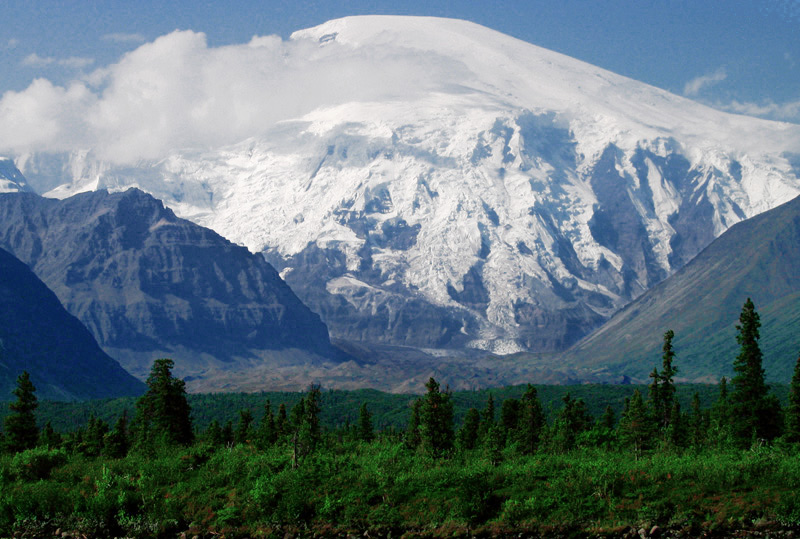
Mount Sanford
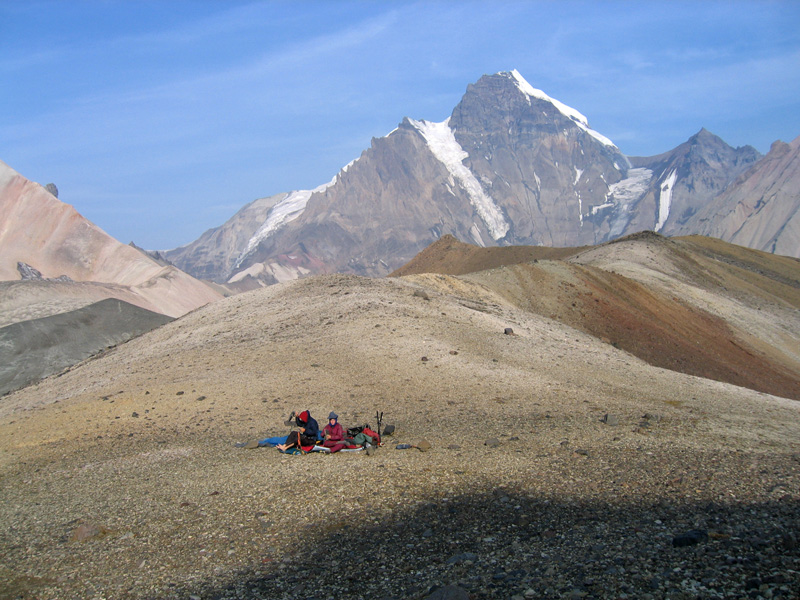
Fotvandrare i passet mellan Mt. Sanford och Mt. Drum